# 朱燮元 (咸豐舉人)
朱燮元（1832年4月14日—1879年3月28日），諱定焱，冊名燮元，字從三，或作崇珊，號禮臣，或作理臣，湖北黃州府蘄州大同石坪人，清朝政治人物。

## 生平
朱燮元為明荊藩富順王朱厚焜庶次子朱載堘後人，道光二十七年（1847年）丁未入庠就讀，咸豐八年（1858年）戊午科湖北鄉試舉人。同治十年（1871年）辛未科大挑一等以知縣用，光緒三年（1877年）丁丑署任四川鄰水縣知縣，光緒四年（1878年）戊寅丁母憂回到蘄州，光緒五年（1879年）己卯三月初六日逝世，葬於魯丹沖石雞坪住屋後。